# Organismo autónomo (España)
El organismo autónomo es un tipo de organismo público vinculado a la Administración General del Estado de España, que goza de personalidad jurídica propia y autonomía de gestión, rigiéndose, en todo caso, por derecho administrativo. Los organismos autónomos dependen de un ministerio, que se encargará de su dirección estratégica, así como de la «evaluación y el control de los resultados de su actividad».

## Definición
Un Organismo autónomo u Organismo autónomo administrativo es un organismo o ente administrativo con un determinado grado de autonomía de gestión. 
Se trata de organismos públicos dependientes o vinculados a la Administración, pero que se gestionan de forma independiente. Las autoridades reguladoras son el ejemplo más directo de este tipo de organismo. Sin embargo la determinación de qué características debe tener un Organismo autónomo no es homogénea internacionalmente. El uso de estos organismos se desarrolló a partir de los años 70 en los países liberales. 
Los Organismos autónomos reciben su regulación esencial en la Ley 40/2015, de 1 de octubre, de Régimen Jurídico del Sector Público., que les dedica la sección segunda del Capítulo III de su Título II (artículos 98 a 102).
Las competencias de los Organismos autónomos derivan de las atribuciones que un Ministerio les otorgue, siguiendo el principio de descentralización funcional, que tiene rango constitucional. Sus funciones comprenderán actividades de fomento, prestacionales o de gestión de servicios públicos.

## Ejemplos en España
En términos de presupuestos generales del estado para 2011 los siguientes son los organismos autónomos con más recursos:
- Fondo de Garantía Salarial
- Organismo Autónomo Parques Nacionales
- Servicio Público de Empleo Estatal
- Instituto Nacional de Técnica Aeroespacial

Otros ejemplos conocidos son:
- Centro de Investigaciones Sociológicas
- Consejo Superior de Deportes
- Inspección de Trabajo y Seguridad Social
- Instituto Nacional de Estadística
- Instituto de la Cinematografía y de las Artes Audiovisuales
- Muface
- Real Patronato sobre Discapacidad

## Ejemplos en otros países

### EE.UU.
Se conocen como Government Agency.

### Francia
Se denominan Autorité administrative indépendante.

### Reino Unido
Son conocidos bajo el acrónimo de Quango.

### Uruguay
Se conocen como entes autónomos y servicios descentralizados.

México
Son conocidos como Organismos Constitucionales Autónomos